# 公司王国
公司王国，或公司独裁、企业支配型政治（英語：corporatocracy或corporocracy）是一个由全球正义运动（英語：Global Justice Movement）的支持者发明的词汇，用来形容屈从于组织实业压力的政府或者被大企业所支配的政治。
虽然原则上说人人都可以成为股东，但现实中能够掌握足够股份来影响公司选举投票的通常是富人。因此公司王国在某种意义上是富人政治的同义词。
有些人会说只有政府将贿赂政治家合法化后才会出现公司王国。也有许多人认为当主要媒体被大公司控制后，公司会使人们更多得到有利公司利益的信息，这样公司利益反过来定义了国家政治议程。最终当政治家的资金投资在公司中时，他们更加有了足够的理由去支持那些公司。
新加坡就属这种体制的典型之一，国家支持强大的自由市场。政治自由有时几乎不存在。虽然公司并不统治新加坡，国家卻经常支持它。南韓亦可被視為其政治體制受到國內財閥極大的影響，如三星集團等大公司甚至可以直接影響國家經濟發展，因此政府也對其提供大力支持。南韓曾多次有過商界領袖犯罪，卻屢次獲得總統下令特赦的案例：如第17任總統李明博於2008年特赦韓華集團總裁金升淵、第18任總統朴槿惠於2015年特赦SK集團會長崔泰源等，足見南韓無論於政治、經濟等層面，皆受到財閥發展的影響。
评论家认为公司王国这个词在政治理论上来说并没有实际的含义。他们认为公司不过是由个体组成的团体。因此，它与别的团体（如选民）有着一样的权利。把股东利益放在公司利益首位直接引导了公司管理部门的行动。
在美國，代表許多不同領域的公司都嘗試過影響立法的遊說。不過此種遊說行為在許多非商業的團體如工會、成員組織、和非營利組織等也相當常見。異於香港功能界別制，即使此等團體在美國立法機構裡並沒有任何議席，他們仍然對於立法代表有著相當大影響力。
資本主義的批評者經常主張，資本主義的形式最終會轉化為公司王国，因為財富最終將逐漸集中於少數人手上。